# Hornolibeňský lihovar
Hornolibeňský lihovar je bývalý průmyslový areál v Praze, který se nachází v horní Libni v ulici Vinopalnická (původně Koperníkova) východně od ulice Davídkova.

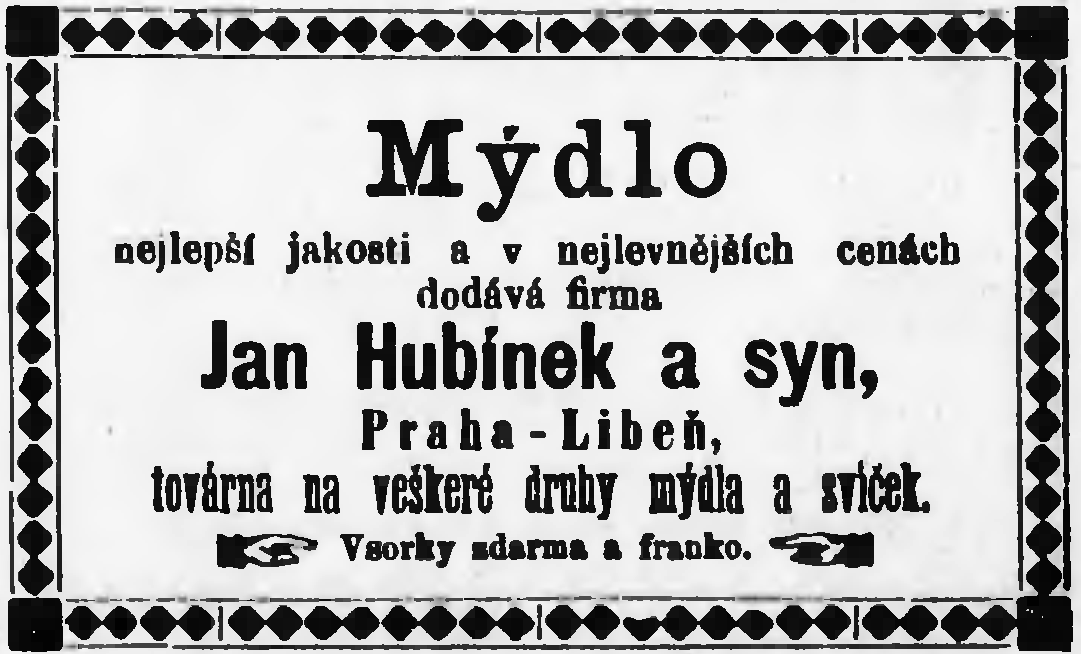
Jan Hubínek, inzerát 1895

## Historie
V 80. a 90. letech 19. století vlastnil Lihovar (vinopalnu) Jan Hubínek (1830–1913) se svým synem Otomarem (1861–??). Rodina kromě likérů vyráběla také mýdlo a svíčky. Po roce 1890 se již výroba lihovin v inzerátech Jana Hubínka neobjevovala.
Z areálu se dochovalo několik nízkých budov a přibližně 20 metrů vysoký komín.